# Pandanus gillespiei
Pandanus gillespiei är en enhjärtbladig växtart som beskrevs av Harold St.John. Pandanus gillespiei ingår i släktet Pandanus och familjen Pandanaceae. Inga underarter finns listade.